# Гаштальская площадь
Гаштальская площадь (чеш. Haštalské náměstí) — небольшая площадь в Праге, столице Чехии. Находится в Старом городе, перед храмом Святого Кастула (Haštal), от которого получила своё название.
От площади отходят улицы: Гаштальская, Ржасновка, Рыбная и Анежская.

## История
Место современной площади с самого начала называлось «У святого Гаштала», а затем «Гаштальская площадь» (plácek). До 1928 года это же название употреблялось и для Гаштальской улицы. В 1928 году улица и площади официально разделены.

## Здания и сооружения[3][4]
- Храм Святого Кастула[чеш.].
- Гаштальская школа.